# Moldova no Festival Eurovisão da Canção
A Moldova estreou-se na Eurovisão em 2005 com o tema "Boonika bate doba" do grupo Zdob şi Zdub, ficando em 6º lugar. Desde então, tem participado em todas as edições. A sua melhor classificação foi em 2017 com "Hey, Mamma!" do grupo SunStroke Project, que ficaram num honroso 3º lugar com 374 pontos.

## Galeria

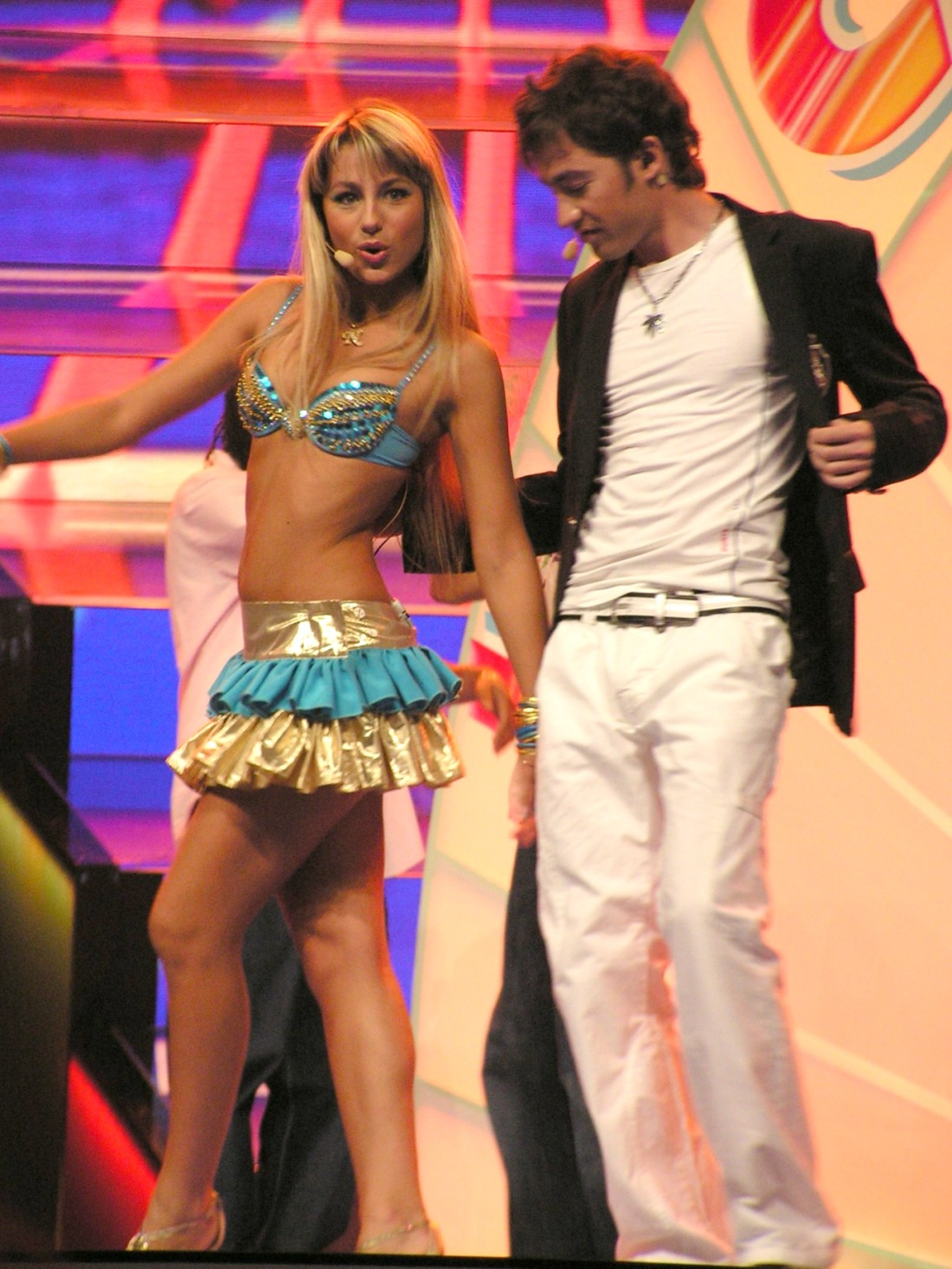
Arsenium com Natalia Gordienko em Atenas (2006)
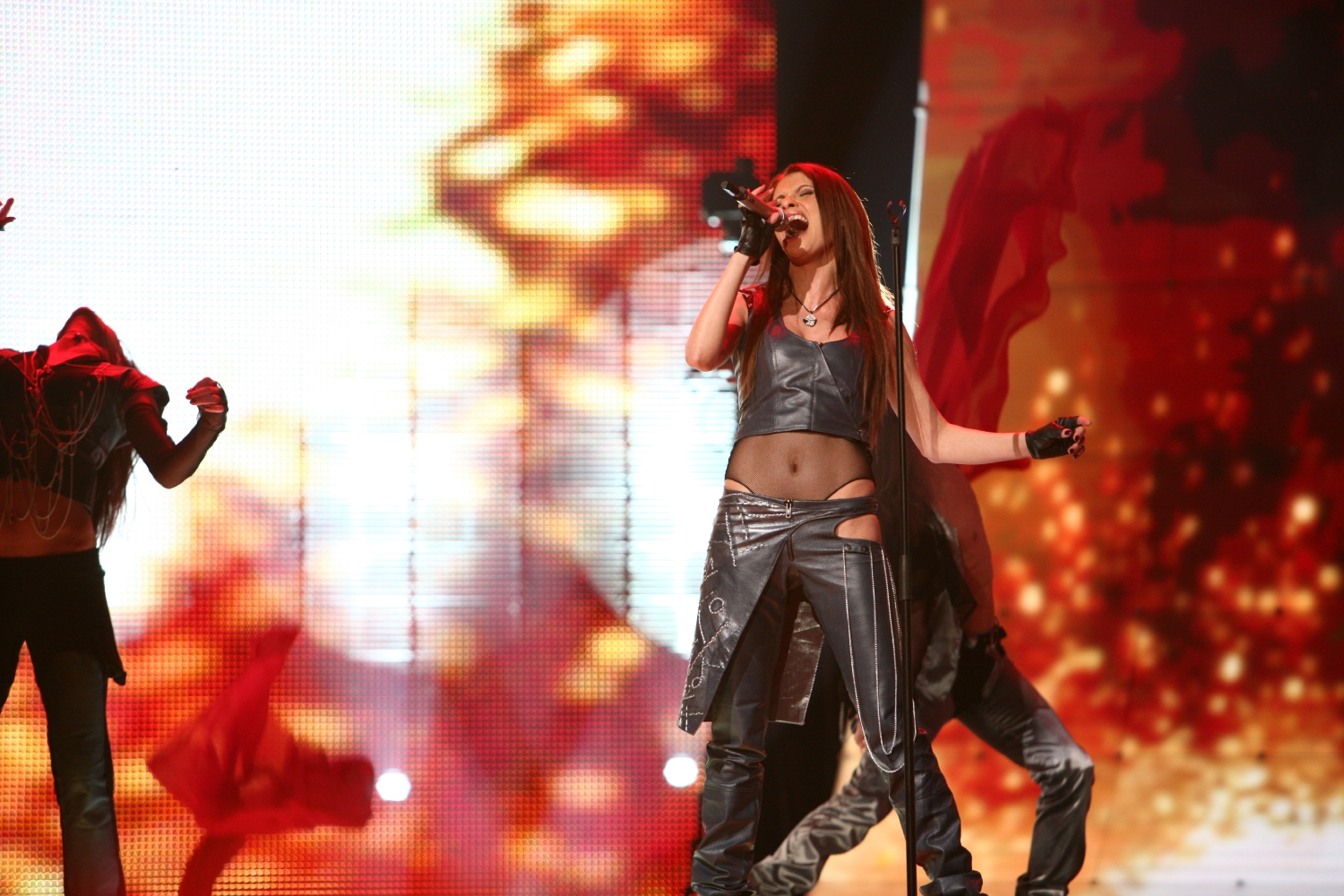
Natalia Barbu em Helsínquia (2007)
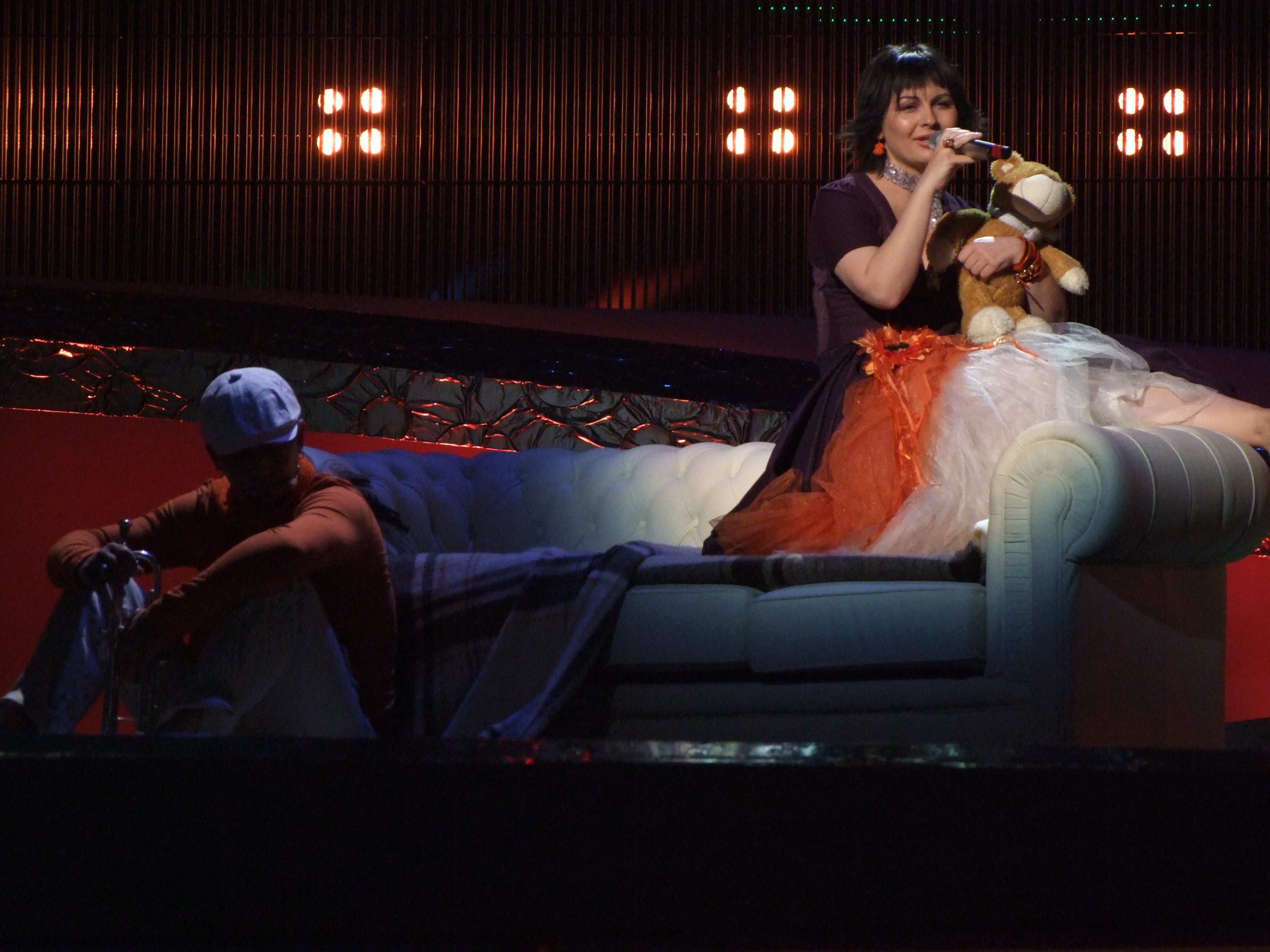
Geta Burlacu em Belgrado (2008)
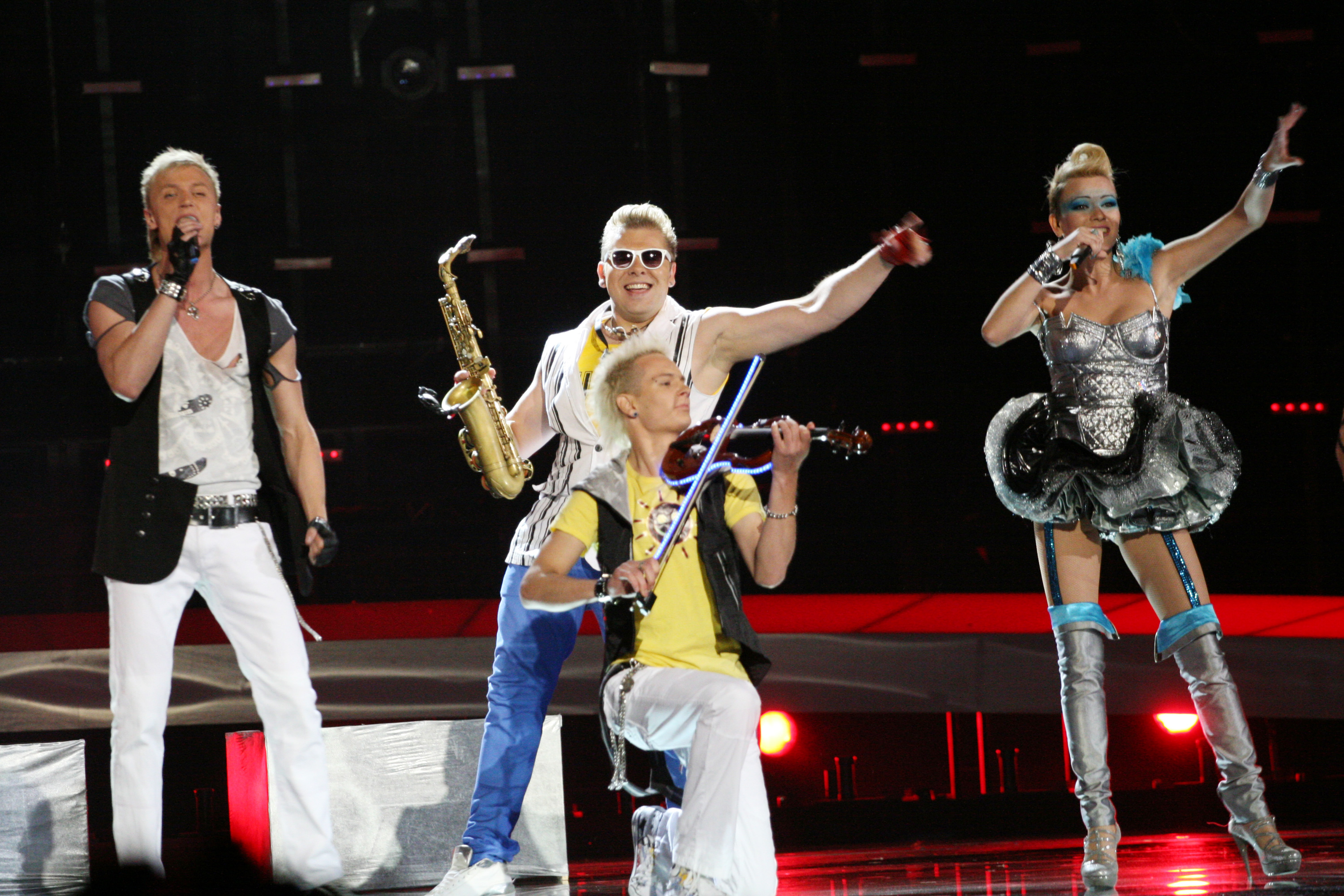
Sunstroke Project e Olia Tira em Oslo (2010)
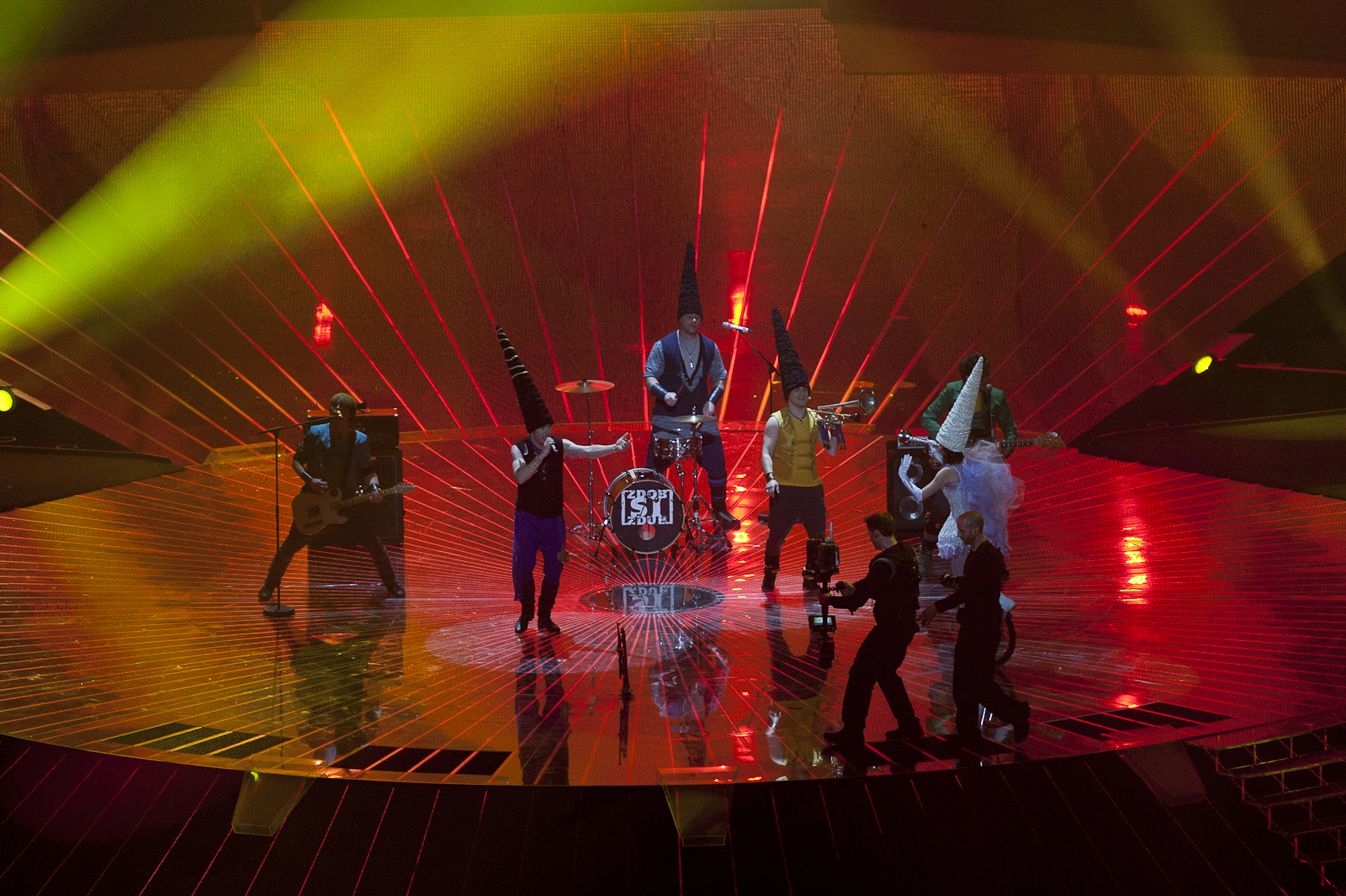
Zdob şi Zdub em Düsseldorf (2011)
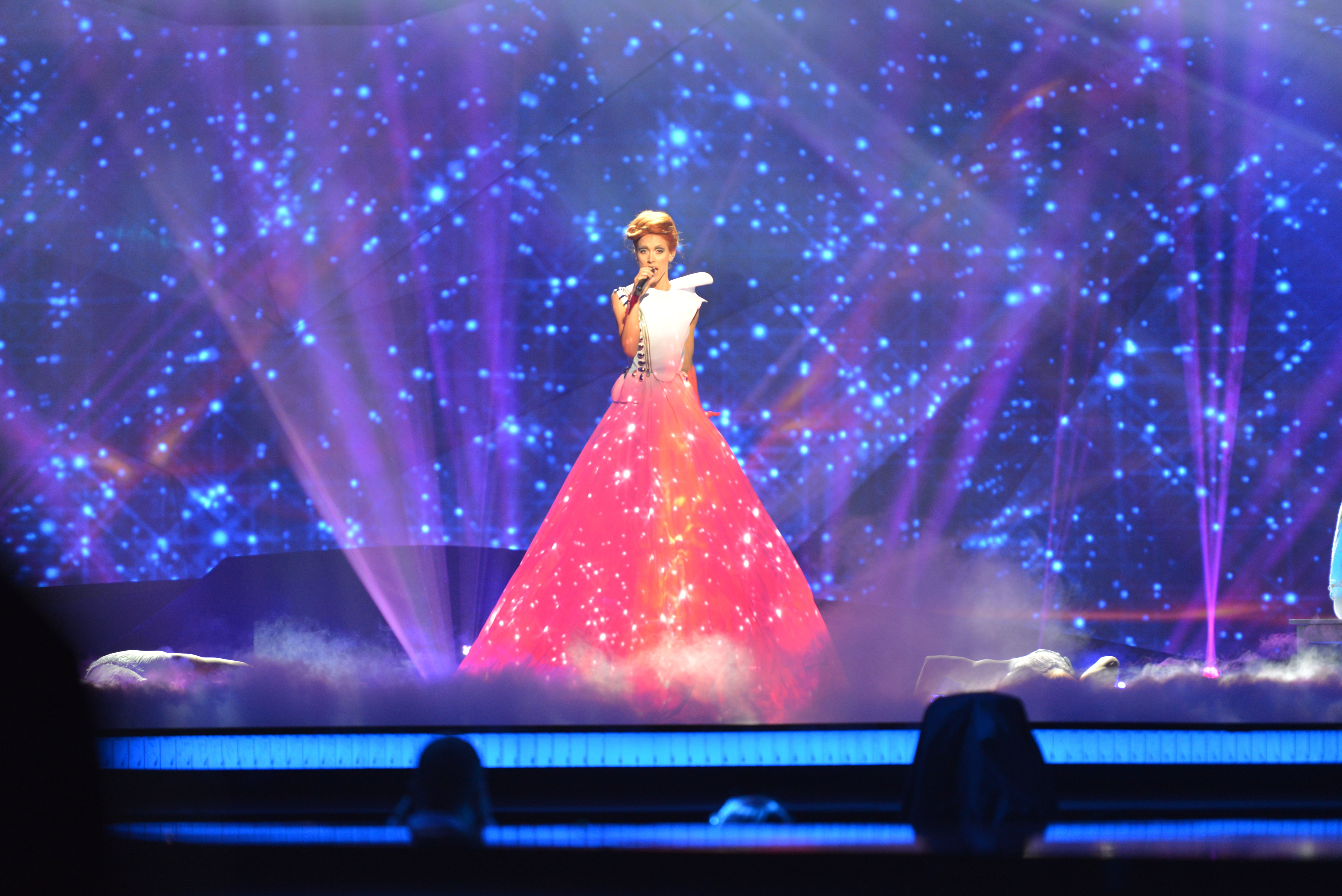
Aliona Moon em Malmö (2013)
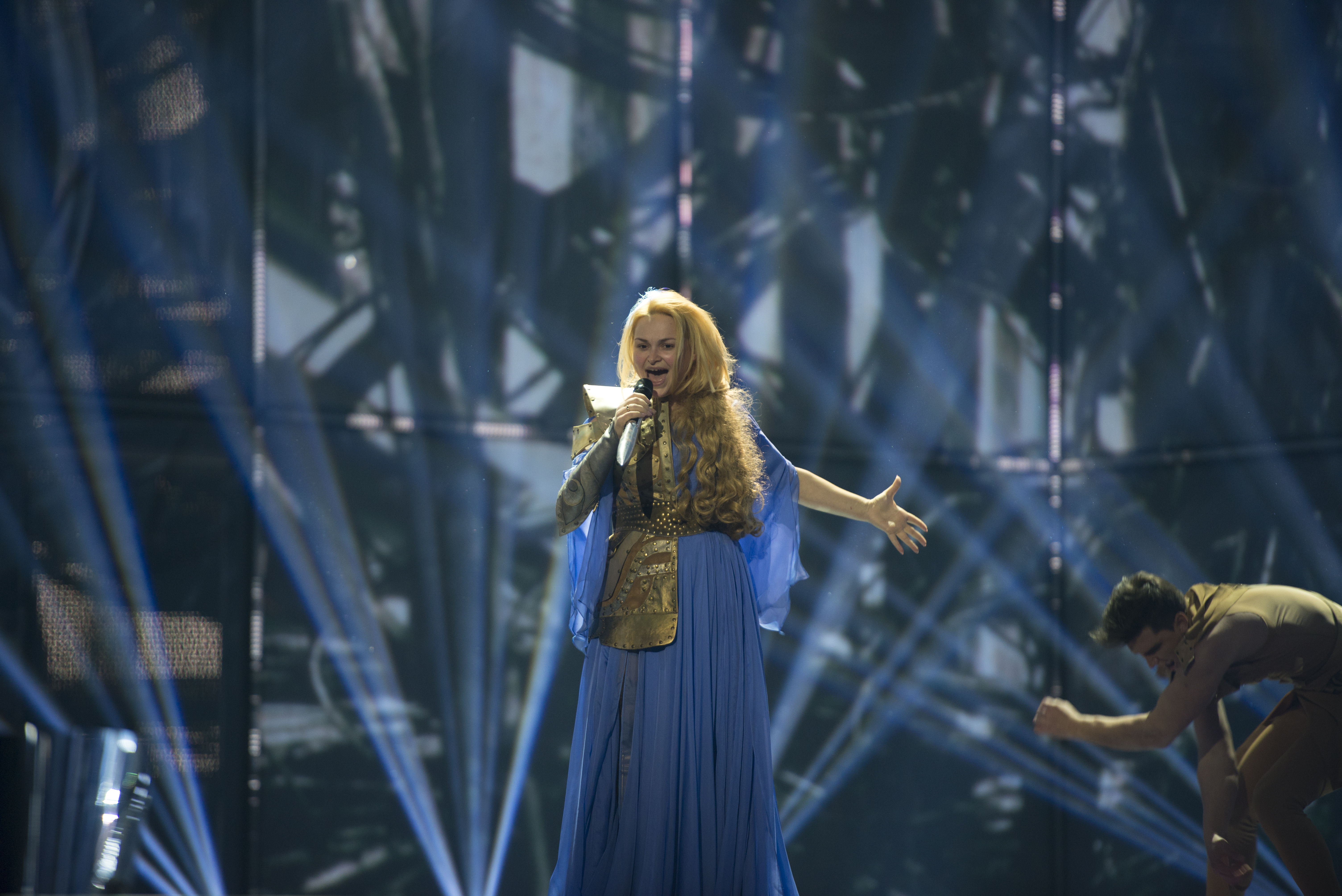
Cristina Scarlat em Copenhaga (2014)
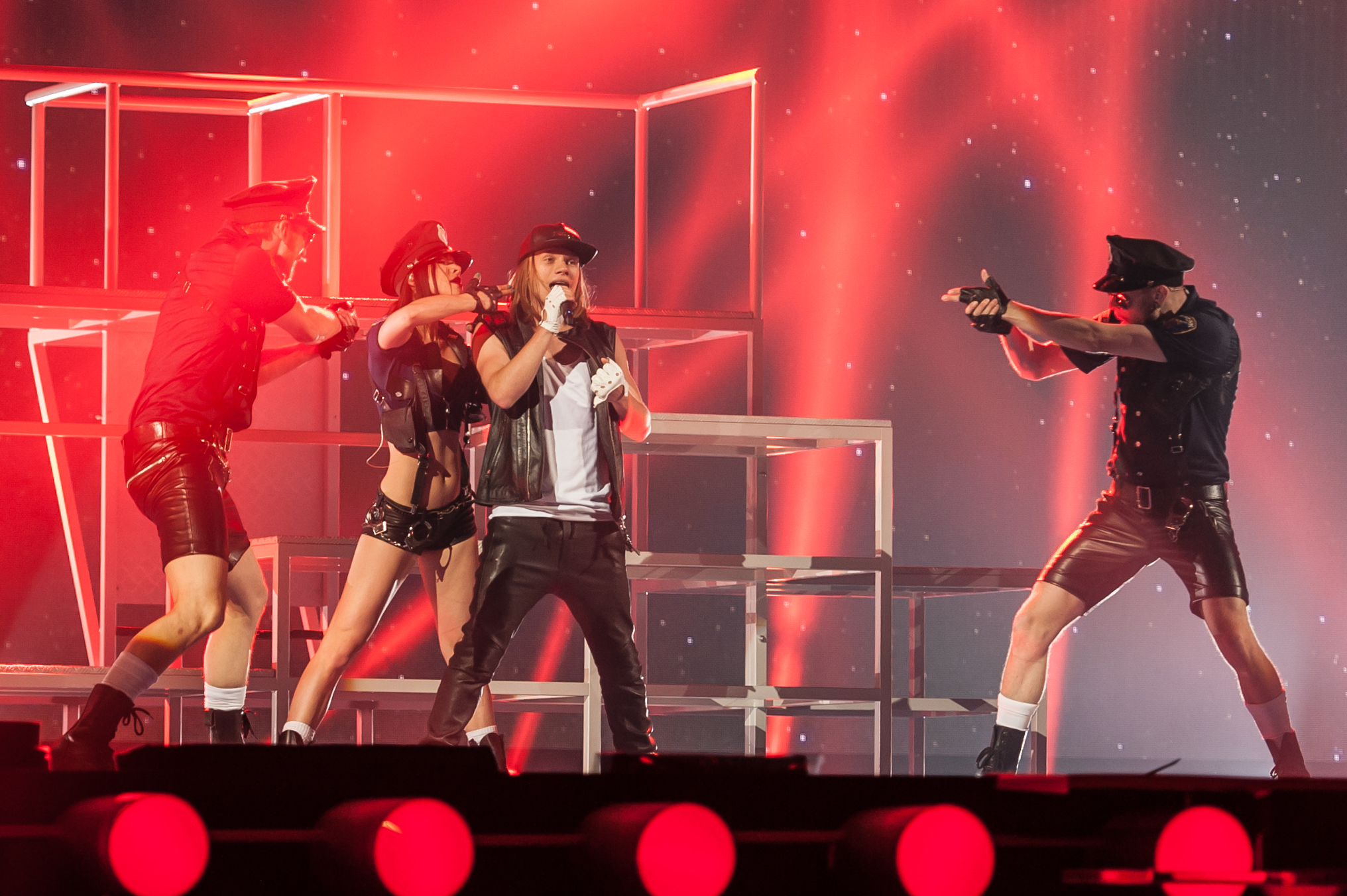
Eduard Romanyuta em Viena (2015)
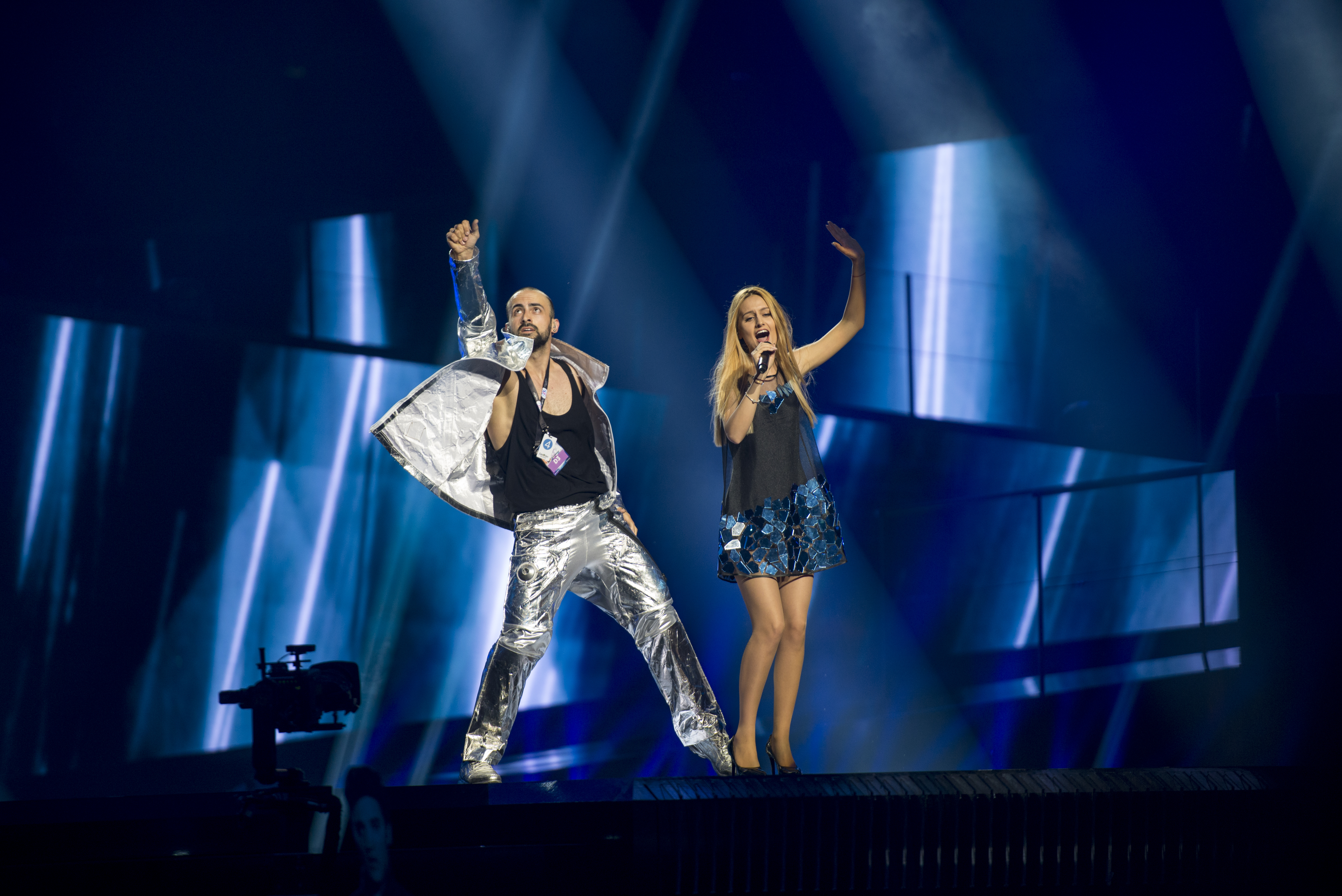
Lidia Isac em Estocolmo (2016)
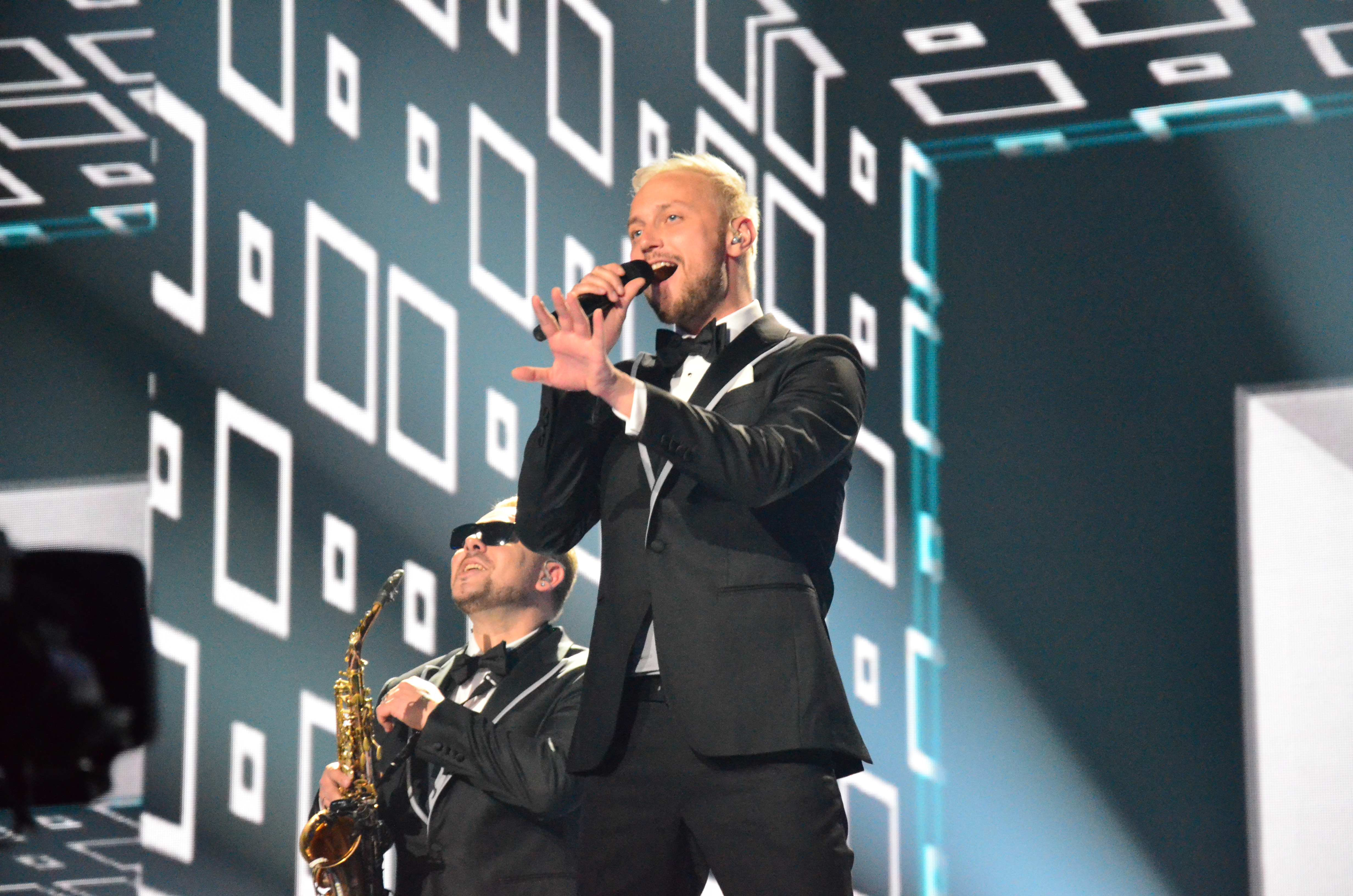
SunStroke Project em Kiev (2017)
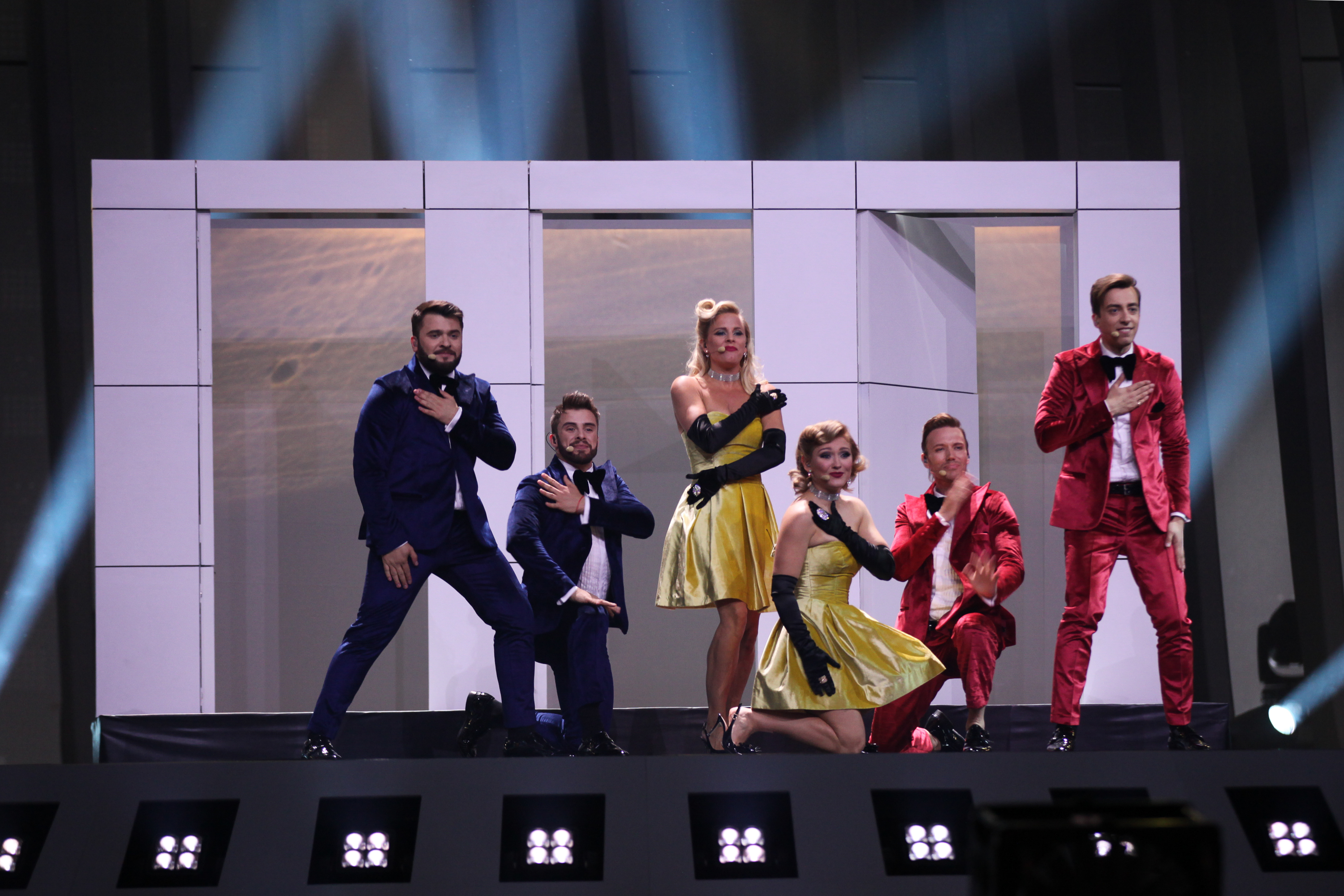
DoReDoS em Lisboa (2018)
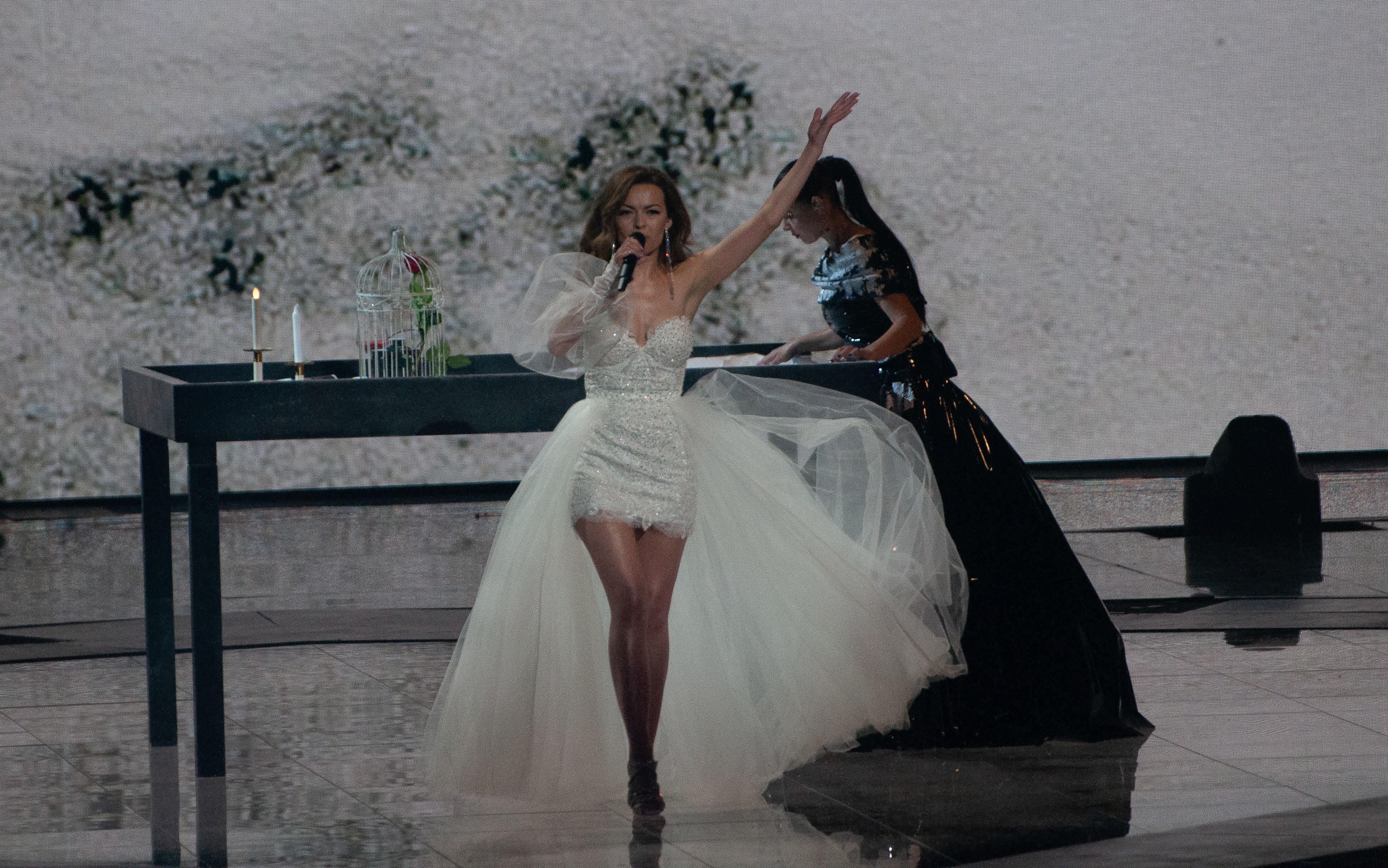
Anna Odobescu em Tel Aviv (2019)

## Participações
Legenda
     Vencedor
     2.º lugar
     3.º lugar
     Pontuação Nula ("Null Points")/Último Lugar
     Melhor classificação (fora do top 3)
     Qualificação para a final (fora do top 3)
     País-anfitrião
     Desclassificado
| #   | Ano             | Artista                                      | Canção                                   | Língua              | Final                    | Pontos                   | Semi                     | Pontos                   |
| --- | --------------- | -------------------------------------------- | ---------------------------------------- | ------------------- | ------------------------ | ------------------------ | ------------------------ | ------------------------ |
| 1º  | Kiev 2005       | Zdob şi Zdub                                 | "Boonika bate doba" A avó bate no tambor | Inglês & Romeno     | 6º                       | 148                      | 2º                       | 207                      |
| 2º  | Atenas 2006     | Arsenium feat. Natalia Gordienko & Connect-R | "Loca" Louca                             | Inglês & Castelhano | 20º                      | 22                       | Top 11 no ano anterior   | Top 11 no ano anterior   |
| 3º  | Helsínquia 2007 | Natalia Barbu                                | "Fight" Luta                             | Inglês              | 10º                      | 109                      | 10º                      | 91                       |
| 4º  | Belgrado 2008   | Geta Burlacu                                 | "A Century of Love" Um século de amor    | Inglês              | Não se qualificou        | Não se qualificou        | 12º                      | 36                       |
| 5º  | Moscovo 2009    | Nelly Ciobanu                                | "Hora din Moldova" Hora da Moldávia      | Romeno & Inglês     | 14º                      | 68                       | 5º                       | 106                      |
| 6º  | Oslo 2010       | Sunstroke Project feat. Olia Tira            | "Run Away" Foge                          | Inglês              | 22º                      | 27                       | 10º                      | 52                       |
| 7º  | Düsseldorf 2011 | Zdob şi Zdub                                 | "So Lucky" Tão Sortudo                   | Inglês              | 12º                      | 97                       | 10º                      | 54                       |
| 8º  | Baku 2012       | Pasha Parfeny                                | "Lăutar"                                 | Inglês              | 11º                      | 81                       | 5º                       | 100                      |
| 9º  | Malmö 2013      | Aliona Moon                                  | "O mie" Mil                              | Romeno              | 11º                      | 71                       | 4º                       | 95                       |
| 10º | Copenhaga 2014  | Cristina Scarlat                             | "Wild Sould" Alma Selvagem               | Inglês              | Não se qualificou        | Não se qualificou        | 16º                      | 13                       |
| 11º | Viena 2015      | Eduard Romanyuta                             | "I Want Your Love" Eu quero o teu amor   | Inglês              | Não se qualificou        | Não se qualificou        | 11º                      | 41                       |
| 12º | Estocolmo 2016  | Lidia Isac                                   | "Falling Stars" Estrelas Cadentes        | Inglês              | Não se qualificou        | Não se qualificou        | 17º                      | 33                       |
| 13º | Kiev 2017       | SunStroke Project                            | "Hey, Mamma!" Hey, Mãe!                  | Inglês              | 3º                       | 374                      | 2º                       | 291                      |
| 14º | Lisboa 2018     | DoReDos                                      | "My Lucky Day" O Meu Dia de Sorte        | Inglês              | 10º                      | 209                      | 3º                       | 235                      |
| 15º | Tel Aviv 2019   | Anna Odobescu                                | "Stay" Fica                              | Inglês              | Não se qualificou        | Não se qualificou        | 12º                      | 85                       |
|     | Roterdão 2020   | Natalia Gordienko                            | "Prison" Prisão                          | Inglês              | A edição não se realizou | A edição não se realizou | A edição não se realizou | A edição não se realizou |
| 16º | Roterdão 2021   | Natalia Gordienko                            | "Sugar" Açúcar                           | Inglês              | 13º                      | 115                      | 7º                       | 179                      |
| 17º | Turim 2022      | Zdob și Zdub & Frații Advahov                | "Trenulețul" Comboio                     | Romeno & inglês     | 7º                       | 253                      | 8º                       | 154                      |
| 18º | Liverpool 2023  | Pasha Parfeni                                | "Soarele şi luna" O sol e a lua          | Romeno              | 18º                      | 96                       | 5º                       | 109                      |
| 19º | Malmö 2024      | Natalia Barbu                                | "In the Middle" No meio                  | Inglês              | Não se qualificou        | Não se qualificou        | 13º                      | 20                       |

| Ano             | Artista                           | Canção             | Final             | Final             | Final             | Final             | Final             | Final             | Semi            | Semi            | Semi            | Semi            | Semi | Semi   |
| Ano             | Artista                           | Canção             | Tlv.              | Pontos            | Júri              | Pontos            | Cl.               | Pontos            | Tlv.            | Pontos          | Júri            | Pontos          | Cl.  | Pontos |
| --------------- | --------------------------------- | ------------------ | ----------------- | ----------------- | ----------------- | ----------------- | ----------------- | ----------------- | --------------- | --------------- | --------------- | --------------- | ---- | ------ |
| Moscovo 2009    | Nelly Ciobanu                     | "Hora din Moldova" | 13º               | 66                | 10º               | 93                | 14º               | 68                | Apenas televoto | Apenas televoto | Apenas televoto | Apenas televoto | 5º   | 106    |
| Oslo 2010       | Sunstroke Project feat. Olia Tira | "Run Away"         | 18º               | 28                | 23º               | 33                | 22º               | 27                | 10º             | 54              | 13º             | 42              | 10º  | 52     |
| Düsseldorf 2011 | Zdob şi Zdub                      | "So Lucky"         | 12º               | 98                | 15º               | 82                | 12º               | 97                | 8º              | 61              | 13º             | 53              | 10º  | 54     |
| Baku 2012       | Pasha Parfeny                     | "Lăutar"           | 13º               | 75                | 9º                | 104               | 11º               | 81                | 7º              | 85              | 2º              | 107             | 5º   | 100    |
| Malmö 2013      | Aliona Moon                       | "O mie"            | 19º               | 16.57             | 5º                | 8.69              | 11º               | 71                | 11º             | 8.28            | 3º              | 4.32            | 4º   | 95     |
| Copenhaga 2014  | Cristina Scarlat                  | "Wild Sould"       | Não se qualificou | Não se qualificou | Não se qualificou | Não se qualificou | Não se qualificou | Não se qualificou | 15º             | 14              | 15º             | 24              | 16º  | 13     |
| Viena 2015      | Eduard Romanyuta                  | "I Want Your Love" | Não se qualificou | Não se qualificou | Não se qualificou | Não se qualificou | Não se qualificou | Não se qualificou | 12º             | 48              | 14º             | 46              | 11º  | 41     |
| Estocolmo 2016  | Lidia Isac                        | "Falling Stars"    | Não se qualificou | Não se qualificou | Não se qualificou | Não se qualificou | Não se qualificou | Não se qualificou | 18º             | 9               | 15º             | 24              | 17º  | 33     |
| Kiev 2017       | SunStroke Project                 | "Hey, Mamma!"      | 3º                | 264               | 8º                | 110               | 3º                | 374               | 2º              | 180             | 4º              | 111             | 2º   | 291    |
| Lisboa 2018     | DoReDos                           | "My Lucky Day"     | 8º                | 115               | 10º               | 94                | 10º               | 209               | 2º              | 153             | 7º              | 82              | 3º   | 235    |
| Tel Aviv 2019   | Anna Odobescu                     | "Stay"             | Não se qualificou | Não se qualificou | Não se qualificou | Não se qualificou | Não se qualificou | Não se qualificou | 13º             | 27              | 8º              | 58              | 12º  | 85     |
| Roterdão 2021   | Natalia Gordienko                 | "Sugar"            | 12º               | 62                | 15º               | 53                | 13º               | 115               | 4º              | 123             | 10º             | 56              | 7º   | 179    |
| Turim 2022      | Zdob și Zdub & Frații Advahov     | "Trenulețul"       | 2º                | 239               | 20º               | 14                | 7º                | 253               | 2º              | 135             | 13º             | 19              | 8º   | 154    |
| Liverpool 2023  | Pasha Parfeni                     | "Soarele şi luna"  | 9º                | 76                | 20º               | 20                | 18º               | 96                | Apenas televoto | Apenas televoto | Apenas televoto | Apenas televoto | 5º   | 109    |
| Malmö 2024      | Natalia Barbu                     | "In the Middle"    | Não se qualificou | Não se qualificou | Não se qualificou | Não se qualificou | Não se qualificou | Não se qualificou | Apenas televoto | Apenas televoto | Apenas televoto | Apenas televoto | 13º  | 20     |

## Comentadores e porta-vozes
| Ano(s) | Televisão         | Televisão                    | Rádio             | Rádio                                 | Votação           | Votação          | Votação  | Votação                | Ref.         |
| Ano(s) | Principais        | Secundários                  | Principal         | Secundária                            | Porta-voz         | Idioma utilizado | Cidade   | Plano de fundo         | Ref.         |
| ------ | ----------------- | ---------------------------- | ----------------- | ------------------------------------- | ----------------- | ---------------- | -------- | ---------------------- | ------------ |
| 2005   | Vitalie Rotaru    | Sem comentadores secundários | Desconhecido      | Desconhecido                          | Elena Camerzan    | Inglês           | Chișinău | Panorama da cidade     |              |
| 2006   | Vitalie Rotaru    | Sem comentadores secundários | Desconhecido      | Desconhecido                          | Svetlana Cocoş    | Inglês           | Chișinău | Panorama da cidade     |              |
| 2007   | Vitalie Rotaru    | Sem comentadores secundários | Desconhecido      | Desconhecido                          | Andrei Porubin    | Inglês           | Chișinău | Panorama da cidade     |              |
| 2008   | Vitalie Rotaru    | Lucia Danu                   | Desconhecido      | Desconhecido                          | Vitalie Rotaru    | Inglês           | Chișinău | Panorama da cidade     |              |
| 2009   | Rosalina Rusu     | Andrei Sava                  | Desconhecido      | Desconhecido                          | Sandu Leancă      | Inglês           | Chișinău | Panorama da cidade     |              |
| 2010   | Marcel Spătari    | Sem comentadores secundários | Desconhecido      | Desconhecido                          | Tania Cergă       | Inglês           | Chișinău | Estúdios da TRM        |              |
| 2011   | Marcel Spătari    | Sem comentadores secundários | Desconhecido      | Desconhecido                          | Geta Burlacu      | Inglês           | Chișinău | Câmara Municipal       |              |
| 2012   | Marcel Spătari    | Sem comentadores secundários | Desconhecido      | Desconhecido                          | Olivia Furtună    | Inglês           | Chișinău | Panorama da cidade     |              |
| 2013   | Lidia Scarlat     | Sem comentadores secundários | Lidia Scarlat     | Desconhecido                          | Olivia Furtună    | Inglês           | Chișinău | Panorama da cidade     | [ 4 ] [ 5 ]  |
| 2014   | Daniela Babici    | Sem comentadores secundários | Daniela Babici    | Desconhecido                          | Olivia Furtună    | Inglês           | Chișinău | Panorama da cidade     | [ 6 ] [ 7 ]  |
| 2015   | Daniela Babici    | Sem comentadores secundários | Daniela Babici    | Desconhecido                          | Olivia Furtună    | Inglês           | Chișinău | Artico                 | [ 8 ]        |
| 2016   | Gloria Gorceag    | Sem comentadores secundários | Gloria Gorceag    | Desconhecido                          | Olivia Furtună    | Inglês           | Chișinău | Catedral da Natividade | [ 9 ] [ 10 ] |
| 2017   | Galina Timuș      | Sem comentadores secundários | Cristina Galbici  | Cătălin Ungureanu Maria-Mihaela Frimu | Gloria Gorceag    | Inglês           | Chișinău | Arco do Triunfo        | [ 11 ]       |
| 2018   | Desconhecido      | Sem comentadores secundários | Desconhecido      | Desconhecido                          | Djulieta Ardovan  | Inglês           | Chișinău | Arco do Triunfo        |              |
| 2019   | Desconhecido      | Sem comentadores secundários | Desconhecido      | Desconhecido                          | Doina Stimpovschi | Inglês           | Chișinău | Câmara Municipal       | [ 12 ]       |
| 2021   | Doina Stimpovschi | Sem comentadores secundários | Doina Stimpovschi | Sem tranmissão                        | Sergey Stepanov   | Inglês           | Chișinău | Panorama da cidade     | [ 13 ]       |
| 2022   |                   |                              |                   |                                       |                   |                  |          |                        |              |